# Benito Carbone
Benito Carbone, detto Benny (Bagnara Calabra, 14 agosto 1971), è un allenatore di calcio ed ex calciatore italiano, di ruolo attaccante, tecnico della formazione Primavera dell'Inter.

## Caratteristiche tecniche
Seconda punta talentosa, rapida, dinamica e creativa col fiuto del gol, Carbone era noto soprattutto per la sua abilità tecnica, le sue finte e la sua capacità di fornire assistenze ai compagni di squadra, giocando come regista offensivo. Attaccante versatile, sebbene il suo ruolo preferito fosse quello di seconda punta, era in grado di giocare in svariate posizioni in attacco o a centrocampo. In carriera fu impiegato come centrattacco, ala, centrocampista offensivo. Nonostante fosse tecnicamente valido, era noto anche per il rendimento altalenante.

## Carriera

### Giocatore

#### Club
Inizia la sua carriera al Torino, che lo scoprì ad un torneo giovanile, in cui impressionò per le sue grandi qualità tecniche, indossando la maglia della società A.S. Scilla Calcio, serbatoio giovanile della U.S. Scillese, compagine dilettantistica di Scilla. Nella stagione 1988-1989 disputa con la maglia del Toro in Serie A tre partite senza però mai segnare, esordendo nella massima serie il 15 gennaio 1989 contro il Pisa. In quella stagione il Torino retrocede in Serie B e la stagione successiva gioca cinque partite tra i cadetti, senza realizzare alcuna rete.
Dopo questa annata viene mandato in prestito alla Reggina, sempre in Serie B, dove trova più spazio e gioca 31 partite segnando 5 gol. Nella stagione 1991-1992 nuovo trasferimento, sempre in cadetteria, stavolta alla Casertana (31 incontri con 4 gol realizzati). Nella stagione successiva passa all'Ascoli con cui disputa 28 partite segnando 6 gol.
Il ritorno al Torino avviene nella stagione 1993-1994. Nel torneo di Serie A gioca 28 partite segnando 3 gol. Nell'estate 1994 lo acquista la Roma, che pochi giorni dopo lo cede al Napoli nell'ambito dell'affare che porta in giallorosso Daniel Fonseca: Carbone viene valutato 7,5 miliardi di lire. A Napoli gioca 29 partite e segna 4 gol in campionato, più 5 partite e 3 gol in Coppa UEFA, indossando la maglia numero 10 azzurra.
Nell'estate 1995, dopo una stagione con la squadra partenopea, viene ceduto all'Inter per 6 miliardi di lire. A Milano gioca 31 partite segnando 2 gol. Finito in panchina nella stagione successiva (1996-1997) con l'allenatore Roy Hodgson, resta in nerazzurro fino ad ottobre per poi essere ceduto agli inglesi dello Sheffield Wednesday per 7 miliardi di lire, nella squadra militante in Premier League, dove gioca 25 partite segnando 6 gol. Questa è la squadra dove milita per più stagioni ed è qui che inizia la sua avventura in Premier League, che durerà fino al 2002.
Nella stagione 1997-1998 con lo Sheffield Wednesday gioca 33 partite segnando 9 gol, il suo anno migliore in termini di realizzazioni. Nella stagione successiva (1998-1999) le partite disputate sono 31 con 8 gol ed all'inizio del campionato 1999-2000 si trasferisce, dopo solo 7 partite arricchite da 2 gol, all'Aston Villa dove ritrova la maglia da titolare disputando 24 incontri e segnando 4 gol.
Al termine del campionato passa al Bradford City, con cui disputa 31 gare segnando 5 reti, oltre ad 11 incontri nella Championship d'Inghilterra con la realizzazione di 5 gol. La stagione 2000-2001 lo vede vestire tre differenti maglie: inizia la stagione al Bradford ma ad ottobre passa già al Derby County e nel febbraio del 2002 va al Middlesbrough. Con la maglia del Boro finisce l'avventura nel calcio inglese e torna in Italia tra le file del Como, squadra appena promossa in Serie A nella quale gioca 22 partite segnando 2 gol.
Il campionato termina con la retrocessione in B dei lariani e si trasferisce nuovamente, firmando per il Parma. Nella città emiliana gioca 19 partite segnando 4 gol. Dopo quest'ultimo anno di serie A. Il 29 giugno 2004 passa al Catanzaro dove disputa 27 partite mettendo a segno 7 centri. La squadra catanzarese retrocede, per essere poi ripescata, ma nella stagione 2005-2006 preferisce andare al Vicenza, con cui gioca 28 partite con 5 gol.
Nell'agosto del 2006, poco tempo dopo aver rinnovato il proprio contratto con la squadra berica, decide di rescinderlo dichiarando di volersi avvicinare alla famiglia in Calabria,, mentre un mese dopo vola in Australia per giocare con il Sydney FC, squadra con cui rimane tesserato per un mese. Nell'agosto 2007 firma un contratto biennale con il Pavia, squadra di Lega Pro Seconda Divisione. Nel luglio 2009, rinnova il contratto con i lombardi.

#### Nazionale
Ha giocato con Under-18 e Under-21, totalizzando complessivamente 15 presenze con 7 reti.

### Allenatore
Nel giugno 2010 decide di terminare la sua attività agonistica e dalla stagione successiva comincia ad allenare la formazione Berretti del Pavia. Il 15 marzo 2011 viene promosso alla guida tecnica della prima squadra per sostituire l’esonerato Gianluca Andrissi. Esordisce nella partita vinta per 1-0 contro la Pergolettese. Si piazza al dodicesimo posto in campionato riuscendo a evitare i play-out, in ragione di una penalizzazione inflitta al Ravenna.
Il 16 giugno diventa ufficialmente il nuovo l'allenatore del Varese, in Serie B. Viene esonerato il 1º ottobre 2011, dopo la sconfitta casalinga contro il Sassuolo per 0-1, con il bilancio di una vittoria, 3 pareggi e 3 sconfitte.
Il 5 luglio 2012 acquisisce a Coverciano il titolo di allenatore di Prima Categoria UEFA Pro e quindi il diritto di ricoprire il ruolo di tecnico in una squadra della massima serie. Il 29 ottobre 2012 diventa il nuovo allenatore del Vallée d'Aoste, subentrando a Giovanni Zichella. Annuncia le sue dimissioni il 20 aprile 2013, prima della sfida interna contro il Fano, dopo aver ottenuto 7 vittorie, 6 pareggi ed 8 sconfitte in 21 partite.
Dopo un'esperienza nel 2014 al Leeds di Massimo Cellino, come consulente speciale per l'ambito sportivo legato a strutture e vivaio, il 12 marzo 2015 diventa allenatore della Pro Sesto, militante in Serie D, ottenendo la salvezza ai play-out con il Caravaggio.
Il 14 agosto 2016 diventa allenatore della Ternana in Serie B, sostituendo l'esonerato Christian Panucci. Rassegna le dimissioni il 21 gennaio 2017 con la Ternana penultima, dopo aver collezionato 20 punti in 22 gare.
L'8 dicembre dello stesso anno diventa il vice di Walter Zenga al Crotone in Serie A e il 12 ottobre 2018 lo segue al Venezia in Serie B rimanendo fino al 5 marzo 2019 quando vengono esonerati. 
L'anno seguente non segue Zenga al Cagliari e il 31 luglio diventa collaboratore di Gianni De Biasi nello staff della nazionale azera. Il 16 giugno 2022 lascia l’incarico.
L'11 aprile 2023 ritorna, a distanza di dodici anni, sulla panchina del Pavia, subentrando all'esonerato Maurizio Tassi. Termina la stagione regolare al 2º posto nel girone A dell'Eccellenza Lombardia perdendo poi la semifinale play-off contro l'Oltrepò. A fine stagione viene confermato alla guida del Pavia; tuttavia, il 6 ottobre 2023 rassegna le dimissioni dall'incarico.
Tre mesi più tardi torna a essere il vice di Walter Zenga, questa volta all'Emirates, nel massimo campionato emiratino. Il 27 aprile 2024, Zenga viene sollevato dall'incarico, e Carbone diventa il primo allenatore, non riuscendo però ad evitare la retrocessione del club in seconda serie.
Il 24 luglio dello stesso anno, viene chiamato ad allenare la selezione Under-18 dell'Inter, con cui raggiunge le semifinali nei play-off scudetto del campionato di categoria. All'inizio della stagione 2025-2026, viene promosso alla guida della formazione Primavera.

## Statistiche

### Presenze e reti nei club
| Stagione              | Squadra               | Campionato            | Campionato | Campionato | Coppe nazionali | Coppe nazionali | Coppe nazionali | Coppe continentali | Coppe continentali | Coppe continentali | Altre coppe | Altre coppe | Altre coppe | Totale | Totale |
| Stagione              | Squadra               | Comp                  | Pres       | Reti       | Comp            | Pres            | Reti            | Comp               | Pres               | Reti               | Comp        | Pres        | Reti        | Pres   | Reti   |
| --------------------- | --------------------- | --------------------- | ---------- | ---------- | --------------- | --------------- | --------------- | ------------------ | ------------------ | ------------------ | ----------- | ----------- | ----------- | ------ | ------ |
| 1988-1989             | Torino                | A                     | 3          | 0          | CI              | -               | -               | -                  | -                  | -                  | -           | -           | -           | 3      | 0      |
| 1989-1990             | Torino                | B                     | 5          | 0          | CI              | 0               | 0               | -                  | -                  | -                  | -           | -           | -           | 5      | 0      |
| 1990-1991             | Reggina               | B                     | 31         | 5          | CI              | 2               | 1               |                    | -                  | -                  |             | -           | -           | 33     | 6      |
| 1991-1992             | Casertana             | B                     | 31         | 4          | CI              | 3               | 1               | -                  | -                  | -                  | -           | -           | -           | 34     | 5      |
| 1992-1993             | Ascoli                | B                     | 28         | 6          | CI              | 2               | 0               | -                  | -                  | -                  | -           | -           | -           | 30     | 6      |
| 1993-1994             | Torino                | A                     | 28         | 3          | CI              | 6               | 0               | CC                 | 5                  | 0                  | SI          | 0           | 0           | 39     | 3      |
| Totale Torino         | Totale Torino         | Totale Torino         | 36         | 3          |                 | 6               | 0               |                    | 5                  | 0                  |             | 0           | 0           | 47     | 3      |
| 1994-1995             | Napoli                | A                     | 29         | 4          | CI              | 6               | 3               | CU                 | 5                  | 3                  | -           | -           | -           | 40     | 10     |
| 1995-1996             | Inter                 | A                     | 31         | 2          | CI              | 4               | 1               | CU                 | 2                  | 0                  | -           | -           | -           | 37     | 3      |
| lug.-ott. 1996        | Inter                 | A                     | 1          | 0          | CI              | 1               | 0               | CU                 | 2                  | 0                  | -           | -           | -           | 4      | 0      |
| Totale Inter          | Totale Inter          | Totale Inter          | 32         | 2          |                 | 5               | 1               |                    | 4                  | 0                  |             | -           | -           | 41     | 3      |
| ott. 1996-1997        | Sheffield Wed.        | PL                    | 25         | 6          | FACup+CdL       | 1+0             | 0+0             | -                  | -                  | -                  | -           | -           | -           | 26     | 6      |
| 1997-1998             | Sheffield Wed.        | PL                    | 33         | 9          | FACup+CdL       | 1+2             | 0+0             | -                  | -                  | -                  | -           | -           | -           | 36     | 9      |
| 1998-1999             | Sheffield Wed.        | PL                    | 31         | 8          | FACup+CdL       | 3+1             | 1+0             | -                  | -                  | -                  | -           | -           | -           | 35     | 9      |
| lug.-set. 1999        | Sheffield Wed.        | PL                    | 7          | 2          | FACup+CdL       | -+0             | 0               | -                  | -                  | -                  | -           | -           | -           | 7      | 2      |
| Totale Sheffield Wed. | Totale Sheffield Wed. | Totale Sheffield Wed. | 96         | 25         |                 | 8               | 1               |                    | -                  | -                  |             | -           | -           | 104    | 26     |
| 1999-2000             | Aston Villa           | PL                    | 24         | 4          | FACup+CdL       | 3+5             | 0+5             | -                  | -                  | -                  | -           | -           | -           | 32     | 9      |
| 2000-2001             | Bradford City         | PL                    | 31         | 5          | FACup+CdL       | 0+3             | 0+2             | I                  | 5                  | 0                  | -           | -           | -           | 39     | 7      |
| lug.-ott. 2001        | Bradford City         | FD                    | 11         | 5          | FACup+CdL       | -+4             | -+2             | -                  | -                  | -                  | -           | -           | -           | 15     | 7      |
| Totale Bradford City  | Totale Bradford City  | Totale Bradford City  | 42         | 10         |                 | 7               | 4               |                    | 5                  | 0                  |             | -           | -           | 54     | 14     |
| ott. 2001-gen. 2002   | Derby County          | PL                    | 13         | 1          | FACup+CdL       | 0+-             | 0+-             | -                  | -                  | -                  | -           | -           | -           | 13     | 1      |
| gen.-giu. 2002        | Middlesbrough         | PL                    | 13         | 1          | FACup+Cdl       | 2+-             | 0+-             | -                  | -                  | -                  | -           | -           | -           | 15     | 1      |
| 2002-2003             | Como                  | A                     | 22         | 2          | CI              | 1               | 0               | -                  | -                  | -                  | -           | -           | -           | 23     | 2      |
| 2003-2004             | Parma                 | A                     | 19         | 4          | CI              | 4               | 0               | CU                 | 4                  | 2                  | -           | -           | -           | 27     | 6      |
| 2004-2005             | Catanzaro             | B                     | 27         | 7          | CI              | 1               | 0               |                    | -                  | -                  |             | -           | -           | 28     | 7      |
| 2005-2006             | Vicenza               | B                     | 28         | 5          | CI              | 0               | 0               | -                  | -                  | -                  | -           | -           | -           | 28     | 5      |
| lug.-ago. 2006        | Vicenza               | B                     | 0          | 0          | CI              | 1               | 0               | -                  | -                  | -                  | -           | -           | -           | 1      | 0      |
| Totale Vicenza        | Totale Vicenza        | Totale Vicenza        | 28         | 5          |                 | 1               | 0               |                    | -                  | -                  |             | -           | -           | 29     | 5      |
| set.-ott. 2006        | Sydney FC             | AL                    | 3          | 2          | -               | -               | -               | AFC                | -                  | -                  | -           | -           | -           | 3      | 2      |
| 2007-2008             | Pavia                 | C2                    | 29         | 5          | CI-C            | 4               | 0               | -                  | -                  | -                  | -           | -           | -           | 33     | 9      |
| 2008-2009             | Pavia                 | 2D                    | 29         | 13         | CI-LP           | 3               | 2               | -                  | -                  | -                  | -           | -           | -           | 32     | 15     |
| 2009-2010             | Pavia                 | 2D                    | 33         | 13         | CI-LP           | 3               | 3               | -                  | -                  | -                  | -           | -           | -           | 36     | 16     |
| Totale Pavia          | Totale Pavia          | Totale Pavia          | 91         | 35         |                 | 10              | 5               |                    | -                  | -                  |             | -           | -           | 101    | 40     |
| Totale carriera       | Totale carriera       | Totale carriera       | 555        | 115        |                 | 66              | 21              |                    | 23                 | 5                  |             | 0           | 0           | 644    | 141    |

### Statistiche da allenatore
Statistiche aggiornate al 7 ottobre 2023.
| Stagione            | Squadra         | Campionato      | Campionato | Campionato | Campionato | Campionato | Coppe nazionali | Coppe nazionali | Coppe nazionali | Coppe nazionali | Coppe nazionali | Coppe continentali | Coppe continentali | Coppe continentali | Coppe continentali | Coppe continentali | Altre coppe | Altre coppe | Altre coppe | Altre coppe | Altre coppe | Totale | Totale | Totale | Totale | % Vittorie | Piazzamento |
| Stagione            | Squadra         | Comp            | G          | V          | N          | P          | Comp            | G               | V               | N               | P               | Comp               | G                  | V                  | N                  | P                  | Comp        | G           | V           | N           | P           | G      | V      | N      | P      | %          | Piazzamento |
| ------------------- | --------------- | --------------- | ---------- | ---------- | ---------- | ---------- | --------------- | --------------- | --------------- | --------------- | --------------- | ------------------ | ------------------ | ------------------ | ------------------ | ------------------ | ----------- | ----------- | ----------- | ----------- | ----------- | ------ | ------ | ------ | ------ | ---------- | ----------- |
| mar.-giu. 2011      | Pavia           | 1D              | 8          | 3          | 2          | 3          | CI-LP           | -               | -               | -               | -               | -                  | -                  | -                  | -                  | -                  | -           | -           | -           | -           | -           | 8      | 3      | 2      | 3      | 37,50      | Sub., 13°   |
| lug.-ott. 2011      | Varese          | B               | 7          | 1          | 3          | 3          | CI              | 1               | 0               | 0               | 1               | -                  | -                  | -                  | -                  | -                  | -           | -           | -           | -           | -           | 8      | 1      | 3      | 4      | 12,50      | Eson.       |
| ott. 2012-apr. 2013 | Vallée d'Aoste  | 2D              | 21         | 7          | 6          | 8          | CI-LP           | -               | -               | -               | -               | -                  | -                  | -                  | -                  | -                  | -           | -           | -           | -           | -           | 21     | 7      | 6      | 8      | 33,33      | Dimiss.     |
| mar.-giu. 2016      | Pro Sesto       | D               | 10         | 4          | 1          | 5          | CI-D            | -               | -               | -               | -               | -                  | -                  | -                  | -                  | -                  | -           | -           | -           | -           | -           | 10     | 4      | 1      | 5      | 40,00      | Sub., Eson. |
| ago. 2016-gen. 2017 | Ternana         | B               | 22         | 4          | 8          | 10         | CI              | -               | -               | -               | -               | -                  | -                  | -                  | -                  | -                  | -           | -           | -           | -           | -           | 22     | 4      | 8      | 10     | 18,18      | Dimiss.     |
| apr.-giu. 2023      | Pavia           | Ecc.            | 4          | 1          | 2          | 1          | CI-Ecc.         | -               | -               | -               | -               | -                  | -                  | -                  | -                  | -                  | -           | -           | -           | -           | -           | 4      | 1      | 2      | 1      | 25,00      | Sub., 2°    |
| ago.-ott. 2023      | Pavia           | Ecc.            | 4          | 2          | 1          | 1          | CI-Ecc.         | 3               | 2               | 1               | 0               | -                  | -                  | -                  | -                  | -                  | -           | -           | -           | -           | -           | 7      | 4      | 2      | 1      | 57,14      | Dimiss.     |
| Totale Pavia        | Totale Pavia    | Totale Pavia    | 16         | 6          | 5          | 5          |                 | 3               | 2               | 1               | 0               |                    | -                  | -                  | -                  | -                  |             | -           | -           | -           | -           | 19     | 8      | 6      | 5      | 42,11      |             |
| Totale carriera     | Totale carriera | Totale carriera | 76         | 22         | 23         | 31         |                 | 4               | 2               | 1               | 1               |                    | -                  | -                  | -                  | -                  |             | -           | -           | -           | -           | 80     | 24     | 24     | 32     | 30,00      |             |

## Palmarès

### Giocatore

#### Club
- Campionato italiano di Serie B: 1

Torino: 1989-1990

#### Nazionale
- Campionato d'Europa Under-21: 1

Francia 1994

#### Individuale
- Miglior giocatore della stagione dello Sheffield Weds: 1

1998-1999